# Oliver Twist (película de 1922)
Oliver Twist (Oliver Twist) es una película estadounidense de 1922 basada en la novela homónima de Charles Dickens y dirigida por Frank Lloyd.

## Argumento
Oliver Twist (Jackie Coogan) es un niño huérfano al que llevan a un orfanato. Por el maltrato de que es objeto, un día decide escaparse a Londres.
Nada más llegar a la ciudad, conoce a Artful Dodger (Edouard Trebaol: 1905 - 1944), quien le da acogida. Con la inocencia de un niño de 10 años, Oliver se adentra  sin darse cuenta en una banda de chicos carteristas dirigida por el malvado Fagin (Lon Chaney).

## Conservación de la película
Cuando la protagonizó, Jackie Coogan estaba en la cúspide de su carrera, tras haber sido lanzado a la fama el año anterior con El chico de Charles Chaplin. Lon Chaney también había asentado su fama como 'El Hombre de las Mil Caras' y al año siguiente estrenaría El jorobado de Notre Dame.
La película se consideró perdida, hasta que apareció una copia en Yugoslavia en 1973. Estaba completa pero carecía de intertítulos, que posteriormente fueron restaurados por Blackhawk Films con la ayuda de Jackie Coogan y Sol Lesser.